# トゥラン島
トゥラン島(トゥランとう、英語: Tulang)はカモテス海に浮かぶ島。カモテス諸島の主要な4島のひとつで、もっとも小さくパシハン島の北に位置している。長さ1.5km、幅500m程度の大きさである
トゥランはセブ州サンフランシスコのエスペランサというバランガイの一部である。トゥラン島はTulang Diot、Tulang Dakoなどとしても知られている。
2013年11月8日にフィリピンを襲ったハイヤン台風の直前、サンフランシスコ町の町長はおおよそ1000名の住民に本島であるパシハン島への避難を命令した。島内にある500戸の家屋は完全に破壊されてしまったため、この行動は島民の命を救ったと考えられている。

## 駐
1. 1 2  McElroy, Andy. "Evacuation saves whole island from Typhoon Haiyan" United Nations Office for Disaster Risk Reduction. 15 November 2013. http://www.unisdr.org/archive/35524 (Accessed 17 November 2013.)